# Scleraulophorus cephalatus
Scleraulophorus cephalatus is een platworm (Platyhelminthes). De worm is tweeslachtig. De soort leeft in het zoute water.
Het geslacht Scleraulophorus, waarin de platworm wordt geplaatst, wordt tot de familie Scleraulophoridae gerekend. De wetenschappelijke naam van de soort werd voor het eerst geldig gepubliceerd in 1940 door Karling.